# خانتایکا
خانتایکا (روسی: Хантайка) یک رودخانه در سرزمین کراسنویارسک کشور روسیه است.